# Dendrophagus longicornis
Dendrophagus longicornis es una especie de coleóptero de la familia Silvanidae.

## Distribución geográfica
Habita en Japón.